# Rodrigo Rodríguez Osorio

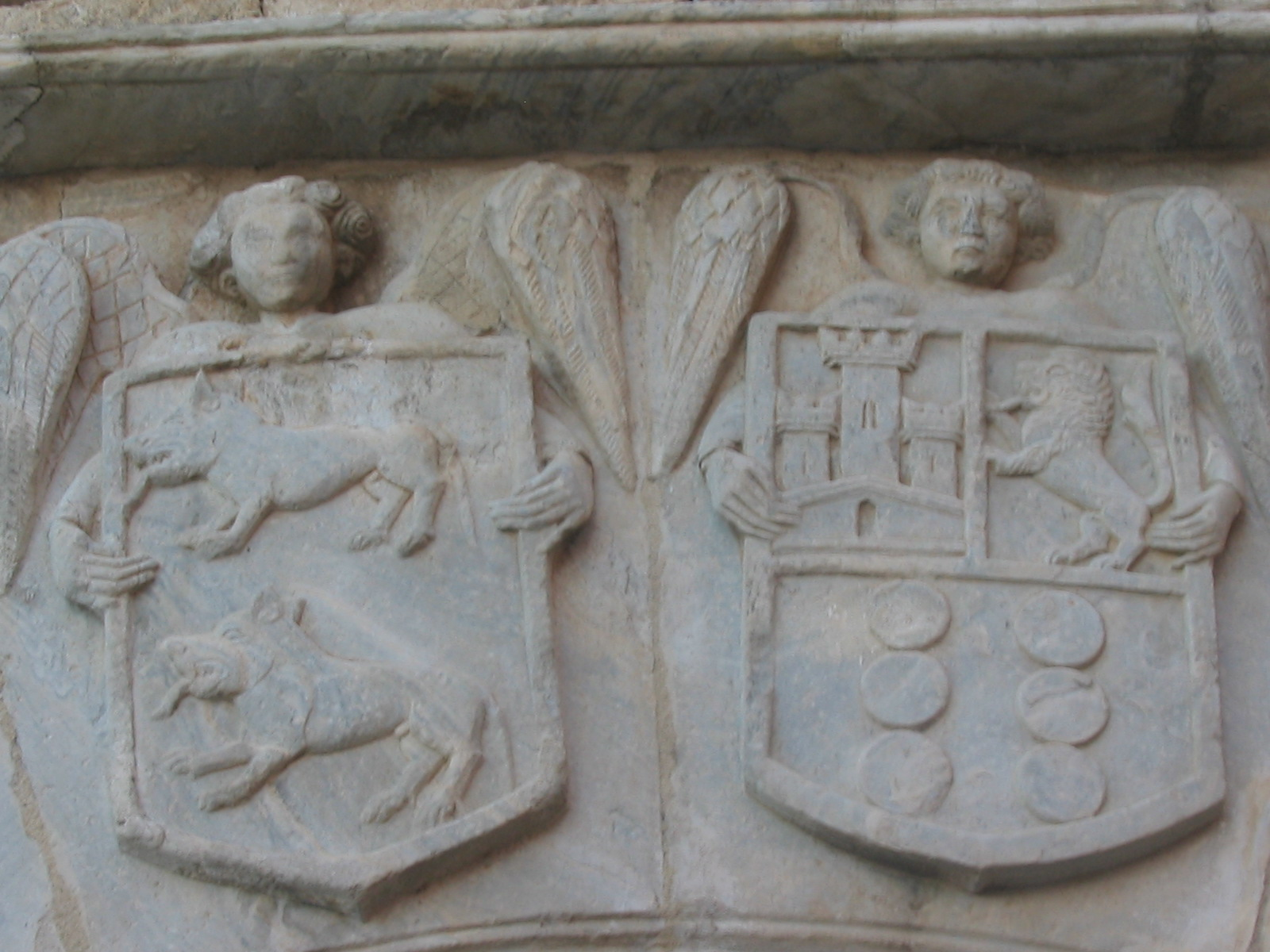
Escudo de los condes de Lemos, emplazado sobre la puerta de los restos del palacio condal de Monforte de Lemos. A la izquierda, los dos lobos pasantes son del blasón de los Osorio; a la derecha, el castillo y el león de los Trastámara y los seis roeles correspondientes a las armas del linaje Castro

Rodrigo Rodríguez Osorio (fl. 1261-1273), ricohombre leonés y miembro del linaje de los Flaínez, fue hijo de Rodrigo Osorio y de su esposa Elvira Fernández.
Acompañó al rey Fernando III de Castilla en la conquista de Sevilla donde fue heredado en el repartimiento.  Aparece en el monasterio de San Pedro de Montes en 1261 y 1272 en un pleito entre miembros de su familia contra el monasterio por unas propiedades en San Román de Ornilla. En 1273 era merino mayor de la tierra de León así como tenente de las torres de dicha ciudad.

## Sucesión
Tuvo dos hijos, aunque no se conoce el nombre de la madre:
- Álvar Rodríguez Osorio,[2] el primogénito, de quien vienen los marqueses de Astorga.[3]
- Fernando Rodríguez Osorio.[2]